# Aeródromo Alupenhue
El Aeródromo Alupenhue (OACI: SCXA) es un terminal aéreo ubicado 2.5 kilómetros al oeste de Alupenhue, comuna de Molina, Provincia de Curicó, Región del Maule, Chile. Es de propiedad privada.